# Campeonato de Clubes de la CFU 2003
El Campeonato de Clubes de la CFU del 2003 fue la 6ª edición del torneo de fútbol a nivel de clubes del Caribe organizdo por la CFU. Originalmente iban a participar 20 equipos, pero 11 de ellos abandonaron el torneo, por lo que este se celebró solamente con clubes de Antillas Neerlandesas, Surinam, Jamaica y Trinidad y Tobago. A diferencia de las dos ediciones anteriores, si se jugó una final.
El San Juan Jabloteh de Trinidad y Tobago derrotó en la final al W Connection, también de Trinidad y Tobago para ganar el torneo por primera vez.

## Ronda Preliminar
| Local           | Resultado | Visita         | Ida | Vuelta |
| --------------- | --------- | -------------- | --- | ------ |
| SUBT            | w/o       | SV Robinhood   |     |        |
| Fontenoy United | w/o       | Newtown United |     |        |

Los 4 equipos abandonaron el torneo

## Primera Ronda
| Local                            | Resultado | Visita             | Ida | Vuelta |
| -------------------------------- | --------- | ------------------ | --- | ------ |
| SUBT o SV Robinhood              | w/o       | Paradise SC        |     |        |
| Fontenoy United o Newtown United | w/o       | San Juan Jabloteh  |     |        |
| Arnett Gardens                   | w/o       | Village Superstars |     |        |
| Caribbean All Stars              | w/o       | Jong Colombia      |     |        |
| Pointe Michel SC                 | w/o       | Portmore United    |     |        |
| Centro Barber                    | w/o       | BDF                |     |        |
| W Connection                     | w/o       | Harlem United      |     |        |
| QPR                              | w/o       | FCS Nacional       |     |        |

Paradise, QPR, Harlem United, Barbados Defense Force, Pointe Michel, Caribbean All Stars y Village Superstars abandonaron el torneo.

## Segunda Ronda
| Local               | Global | Visita         | Ida   | Vuelta |
| ------------------- | ------ | -------------- | ----- | ------ |
| CRKSV Jong Colombia | 1 - 13 | Arnett Gardens | 1 - 5 | 0 - 8  |
| Portmore United     | 3 - 1  | Centro Barber  | 1 - 0 | 2 - 1  |
| FCS Nacional        | 2 - 3  | W Connection   | 0 - 3 | 2 - 0  |

El San Juan Jabloteh avanzó automáticamente a la semifinal porque sus posibles rivales abandonaron el torneo.

### Semifinales
| Local             | Global | Visitante      | Ida   | Vuelta |
| ----------------- | ------ | -------------- | ----- | ------ |
| San Juan Jabloteh | 6 - 2  | Arnett Gardens | 3 – 1 | 3 - 1  |
| Portmore United   | 0 - 1  | W Connection   | 0 - 0 | 0 - 1  |

### Final
| Local        | Resultado      | Visita            | Ida | Vuelta |
| ------------ | -------------- | ----------------- | --- | ------ |
| W Connection | 3-3 (2-4 pen.) | San Juan Jabloteh | 1-2 | 2-1    |

| San Juan Jabloteh 1º título |

## Goleadores
|    | Jugador           | Club              | Goles |
| -- | ----------------- | ----------------- | ----- |
| 1. | Ray Graham        | Arnett Gardens    | 4     |
| 2. | Gefferson Goulart | W Connection      | 2     |
| 2. | Cornell Glenn     | San Juan Jabloteh | 2     |
| 2. | Aurtis Whitley    | San Juan Jabloteh | 2     |
| 2. | Kendall Davis     | W Connection      | 2     |
| 2. | Koen Nelson       | Portmore United   | 2     |
| 2. | Jonathon Williams | Arnett Gardens    | 2     |
| 2. | Garth Bootha      | Arnett Gardens    | 2     |